# 桑岡世界中心
桑岡世界中心（Sangam World Centre，天城文：संगम）是世界女童軍協會的4個國際中心之一。該中心坐落於印度馬哈拉施特拉浦那的穆那河河岸旁，距離孟買有190公里遠。本中心於1966年由世界女童軍協會成立。「桑岡」（Sangam）這個名詞，在古老的梵語當中意義為「來聚在一起」。